# Alena Piirajnen
Alena Henadseuna Piirajnen (belarussisch Алена Генадзеўна Піірайнен, * 15. März 1969 in Minsk) ist eine ehemalige belarussische Skilangläuferin.
Piirajnen nahm in der Saison 1993/94 an acht Weltcuprennen teil. Dabei war der 39. Platz über 30 km Freistil in Lahti ihre beste Platzierung. Bei den Olympischen Winterspielen 1994 in Lillehammer belegte sie den 51. Platz über 15 km Freistil, den 49. Rang in der Verfolgung und den 44. Platz über 5 km klassisch. Zudem errang sie dort zusammen mit Svetlana Kamotskaya, Ljudmila Didelewa und Alena Sinkewitsch den 14. Platz in der Staffel.